# Бенешов на Плоучњици
Бенешов на Плоучњици (чеш. Benešov nad Ploučnicí) град је у Чешкој Републици. Град се налази у управној јединици Устечки крај, у оквиру којег припада округу Дјечин.

## Становништво
Према подацима о броју становника из 2014. године град је имао 3.832 становника.

## Партнерски градови
- Хајденау